# Ctenophthalmus tibarenus
Ctenophthalmus tibarenus är en loppart som beskrevs av Peus 1977. Ctenophthalmus tibarenus ingår i släktet Ctenophthalmus och familjen mullvadsloppor. Inga underarter finns listade i Catalogue of Life.